# Gustav Nutzhorn
Gustav Martin Magnus Nutzhorn (* 8. August 1886 in Oldenburg (Oldb); † 29. Juni 1981 in Bad Zwischenahn) war ein deutscher Heimatforscher und Lehrer. Als Landespolitiker der NSDAP war er von 1933 bis 1937 Bürgermeister von Rüstringen und ab 1939 SS-Polizeiführer in Aussig.

## Karriere
Nutzhorn war der Sohn des Oldenburger Schulrektors Johann Friedrich Nutzhorn (1850–1943) und der Johanne Catharina geb. Brunken (1857–1931). Nach dem Abitur, dass er 1906 am Großherzoglichen Gymnasium in Oldenburg ablegte, studierte Nutzhorn an den Universitäten Göttingen, Heidelberg und Kiel Germanistik, Religionswissenschaft sowie orientalische und klassische Sprachen. Während des Studiums wurde er 1906 Mitglied der Burschenschaft Brunsviga. Er wurde 1912 promoviert und absolvierte anschließend er seinen Wehrdienst als Einjährig-Freiwilliger beim Oldenburgischen Infanterie-Regiment Nr. 91. 1914 legte er das Staatsexamen ab und begann den Schuldienst an einem Oldenburger Gymnasium, unterbrach seine Tätigkeit aber kurze Zeit später, um von 1914 bis 1918 als Reserveoffizier am Ersten Weltkrieg teilzunehmen, zuletzt als Leutnant der Reserve. Danach setzte dann seine Referendarausbildung an der Oberrealschule Oldenburg fort. 1920 wurde er dann als Studienrat an das Realgymnasium nach Rüstringen versetzt.
Nutzhorn, der bereits seit seinem Studium politisch rechte Einstellungen vertrat, wurde 1921 Mitglied des Stahlhelms. 1925 wurde er Führer einer Kameradschaft. Zum 1. Januar 1930 trat er der NSDAP bei (Mitgliedsnummer 191.111) und gehörte zu den Gründungsmitgliedern des Nationalsozialistischen Lehrerbundes (NSLB) im Freistaat Oldenburg. Er zählte zu den sehr aktiven und in der Wahl ihrer Mittel nicht zimperlichen Agitatoren des NSLB. Von 1930 bis 1939 war er als Gauredner tätig. Von 1932 bis 1934 war er als Kreisschulungsleiter aktiv.
Nutzhorn engagierte sich auch in der Kommunalpolitik, wurde ab 1931 in den Stadtrat von Rüstringen gewählt und war ab 1932 Mitglied des mehrheitlich nationalsozialistischen oldenburgischen Landtags. 1933 wurde er Staatskommissar der Stadt Rüstringen. Am 9. März 1933 ernannte ihn die nationalsozialistische Regierung zum Oberbürgermeister von Rüstringen. Sein Amt versah Nutzhorn ganz im Sinne der nationalsozialistischen Herrschaftsprinzipien, so verfügte er unter anderem die Entlassung aller städtischen Beamten, die der SPD angehörten. 1936 trat er auf eigenen Antrag trotz Überschreitens der Altersgrenze in die SS ein (SS-Nummer 276.298). Bei der Zusammenlegung des oldenburgischen Rüstringens und des preußischen Wilhelmshavens am 1. April 1937 im Zuge des Groß-Hamburg-Gesetzes, wurde Nutzhorn, der sich schon vorher mit seinem Wilhelmshavener Amtskollegen Carl Heinrich Renken überworfen hatte, nicht in der Oberbürgermeisterposition belassen, sondern leitete als Oberstudiendirektor die Dietrich-Eckart-Schule in Wilhelmshaven. Nach Kriegsbeginn 1939 wurde Nutzhorn Polizeipräsident in Aussig im Reichsgau Sudetenland. In diesem politischen Amt hatte er zuletzt den Dienstgrad eines SS-Standartenführers. Bei Kriegsende flüchtete er mit seiner Ehefrau Johanne Elisabeth (Lisa) geb. Gleimius (* 1896) nach Zwischenahn. Dort wurde er verhaftet und zunächst im Internierungslager Neuengamme interniert. Anschließend wurde er an die Tschechoslowakei ausgeliefert und von einem tschechoslowakischen Gericht wegen Verbrechen an der nichtdeutschen Bevölkerung zu acht Jahren Gefängnis verurteilt. 1954 wurde Nutzhorn aus der Haft entlassen und kehrte nach Bad Zwischenahn zurück, wo er im Heimatverein und als Familienforscher aktiv war und einige Schriften veröffentlichte.

## Ehrungen
- Eisernes Kreuz I und II